# Митрофан (Шевич)
Епископ Митрофан (в миру Милан Шевич, серб. Милан Шевић; 1 (14) августа 1854, Нови-Сад — январь 1918, Нови-Сад) — епископ Сербской православной церкви, епископ Бачский.

## Биография
Родился 14 августа 1854 года в Нови-Саде, где окончил начальную школу и Серпскую православную великую гимназию. Изучал юриспруденцию в Граце и Загребе, а в 1879 году окончил Карловацкую духовную семинарию.
В этот период был пострижен в монашество с именем Митрофан по чину одеяния рясы и камилавки. 21 апреля 1880 года епископом Далматинским Стефаном (Кнежевичем) был рукоположён в сан диакона. Пострижен в малую схиму, а 28 сентября 1881 года рукоположен в сан пресвитера.
В 1880 году назначен преподавателем Богословского училища в Задаре. В 1881 году после сдачи профессорского экзамена назначен профессором. Служил там же библиотекарем, а с 1885 по 1891 год — ректором.
Откликнувшись на приглашение Патриарха Карловацкого Георгия (Бранковича) в начале 1892 года перешёл в Карловацкую духовную семинарию на должность ординарного профессора. Как профессор духовной семинарии поставлен настоятелем Монастыря Хопово и директором Монашеской школы в этом монастыре.
Епископ Далматинский Никодим (Милаш) возвёл его в достоинство синкелла, а Патриарх Карловацкий Георгий в 1892 году — в протосинкелла, а в 1895 году — в сан архимандрита.
Как профессор духовной семинарии успешно занимался научными трудами. Собрал данные обо всех архиереях Карловацкой митрополии, а опубликовал только отрывки о епископах Бачских (Шематизам епархије бачке за годину 1897., Нови Сад 1897., X—XXXV), Вршачских (Шематизам Српске православне епархије вршачке за годину 1898., Вршац 18999-25), и анонимно о епископах Будимских (Први шематизам православне српске епархије будимске, Ср. Карловци 1896, 1-8) и епископах Мохачских и Сигетских (исто, 9). Перевёл и опубликовал «Православное Исповедание Веры соборныя и апостольския Церкве восточныя» митрополита Петра Могилы и «Православное Догматическое Богословие» в двух томах Митрополита Московского Макария (Булгакова).
В 1898 году перемещён на должность настоятеля Монастыря Крушедол.
16 июля 1899 года хиротонисан во епископа Бачского; хиротонию совершили Патриарх Карловацкий Герман (Анджелич), епископ Пакрачский Мирон (Николич) и епископ Будимский Лукиан (Богданович).
Стараниями епископа Митрофана в Нови-Саде был возведен епископский двор по проекту архитектора Владимира Николича, а соборная церковь получила иконостас знаменитого сербского художника Паи Йовановича вместе с её внешней и внутренней реставрации, при которой она получила нынешний свой вид.
Епископ Митрофан в течение многих лет помогал в Нови-Саде получить образование бедным детям.
Скончался в январе 1918 года в Новом Саде и похоронен в крипте Соборной церкви, которую он воздвиг для захоронения там епископов Бачских.